# تونبرگینول سی
تونبرگینول سی (به انگلیسی: Thunberginol C) با فرمول شیمیایی C۱۵H۱۲O۵ یک ترکیب شیمیایی با شناسه پاب‌کم ۱۰۳۳۳۴۱۲ است. که جرم مولی آن ۲۷۲٫۲۵ g/mol می‌باشد. 